# Canaster
Canaster is een Belgisch bier van hoge gisting.
Het bier wordt sinds 2004 gebrouwen in Brouwerij De Glazen Toren te Mere in de gemeente Erpe-Mere.
Het is een donkerrood bier van het type winterscotch met een alcoholpercentage van 8,7%.
De naam komt van een gelijknamig Aalsters bier dat in de 18de eeuw door de paters Wilhelmieten (Hopmarkt) gebrouwen werd. Dit zou ook een zwaar, allicht donker bier geweest zijn: "Men mogt op hun bier wel roemen, dat Canaster plagt te roemen: het was drinken ende speys, Selfs op eene lange reys" (Pierlala, uitgegeven door Petrus Van Nuffel, 1926). Canaster verwees misschien naar het riet rond of tussen de flessen, dat aangebracht werd om ze tijdens het vervoer tegen breken te beschermen.